# 권균
권균(權鈞, 1464년 ~ 1526년)은 조선의 문신이다. 자는 정경(正卿), 호는 유연당(悠然堂), 본관은 안동이다. 1523년(중종 19) 우의정을 역임하고, 영창부원군(永昌府院君)에 봉해졌다. 시호는 충성(忠成)이다.

## 생애
1486년(연산군) 별시문과에 병과로 급제하여 부수찬이 되고 검토관을 겸하며 실록편찬에 착수했다. 이후 사간원정언으로 승진, 이후 정언과 지평을 거쳐 시강관과 시독관을 겸하다 바로 부응교로 승진했다. 이후 사헌부장령과 홍문관응교를 두루 거쳐서 연산군의 신임을 받게 되고 시강원보덕을 겸한 뒤 동부승지로 당상관에 임명되었다가 바로 우부승지를 거쳐 도승지가 되고 이후 중종반정 때 공을 세워 2등공신이 되었으며 이후 공조판서, 의정부좌참찬을 하다가 경기도관찰사로 외직에 나가 민정을 다스리고 형조판서가 되어 내의원제조를 겸한 뒤 바로 의정부좌찬성, 형조판서, 판의금부사를 하고 장악원제조를 다시 겸했으며 평안도관찰사를 거쳐 예조판서로 임명되고 특진관을 겸하다가 한성부판윤, 이조판서, 병조판서를 거쳐 좌찬성이 되지만 신진사류의 공격으로 물러났다가 이조판서가 되어 복직하지만 다시 기묘사화 이전에 조광조 등에 의해 파직되지만 기묘사화 이후 좌찬성을 거쳐 우의정까지 승진한다.